# AOLpress
AOLpress是美国在线（AOL）所推出的一款已经停止支持的HTML编辑器。最初程序是NaviSoft公司开发的NaviPress，后来被AOL收购。
软件已在2000年停止支持。但是软件的最终版本（2.0）可能仍然可以在一些网站上下载到。AOLpress执行合法HTML语法相当严格：在保存使用AOLpress之外的编辑器创建页面时，AOLpress可能会改正不符合HTML 3.2标准的代码。如今，该编辑器所使用的HTML版本已经非常过时，可能无法正确显示新的网站。它不支持PNG图像，这限制了它对许多采用PNG格式的网站的支持。

## 历史
1994年2月，NaviSoft公司发布了NaviPress，这是一款集成了HTML编辑器的网页浏览器。NaviPress与蒂姆·伯纳斯-李为经典Mac OS和微软Windows创建的第一个Web浏览器WorldWideWeb非常相似。根据伯纳斯-李的说法，“NaviPress是一个真正的浏览器和编辑器，它能生成干净的HTML代码”。
1995年底，美国在线（AOL）收购了NaviSoft，该软件包被重命名为“GNNPress”，然后更名为“AOLpress”，并可供在AOL的全球网络导航器网站上下载。随后，AOL允许每个用户在网络上发布最多2兆的数据。
在《编织万维网》（Weaving the Web）一书中，伯纳斯-李将AOLpress之死归因于1996年Netscape Navigator 2.0的发布。 AOL的史蒂夫·凯斯（Steve Case）与比尔·盖茨达成了协议，以便AOL用户可以使用没有HTML编辑功能的IE浏览器。该协议导致了AOLpress的衰落。根据伯纳斯-李的说法，AOLpress当时是“少数提供简单在线编辑功能的商业浏览器之一”。
1998年，AOLpress登上了《PC杂志》的“年度最佳产品”栏目。编辑们将其描述为“唯一一个将所见即所得的集合网页编辑、HTML源代码编辑、网站管理和网络浏览一体的程序”。文章接着说，AOLpress“并不是一个简单的，看起来像一个浏览器的编辑器。它就是个浏览器”。

## 系统要求
AOLpress 2.0需要8MB的RAM，并建议使用更大的内存，至少256色的显示器，Intel 80386 CPU，8MB的可用磁盘空间以及Windows NT或Windows 95操作系统。
尽管安装程序为16位，并且无法在64位Windows上安装该软件，但AOLpress甚至可以在Windows 8下正常启动，尽管它在启动后不久就会崩溃。虽然Windows 7不兼容该程序，但它可以在Windows 10下以兼容模式运行。